# Nicrophorus reichardti
Nicrophorus reichardti är en skalbaggsart som beskrevs av Kieseritzky 1930. Nicrophorus reichardti ingår i släktet Nicrophorus och familjen asbaggar. Inga underarter finns listade i Catalogue of Life.